# Olga Knudsen

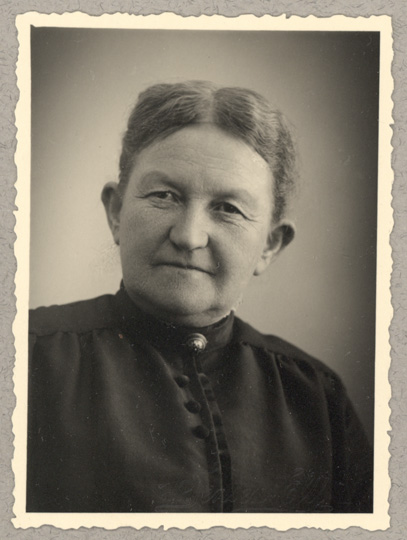
Olga Knudsen

Olga Knudsen (* 29. Juni 1865 in Følle; † 26. September 1947 in Vejle) war eine dänische Frauenrechtlerin und Venstre–Politikerin. Sie war die Schwester von Ivar Knudsen.

## Leben
Olga wurde vier Jahre nach dem Bruder Ivar geboren, die Eltern Jens Elsbert Knudsen (1826–1901) und Julie Vilhelmine Ronberg (1828–1888) betrieben Lebensmittelgeschäfte in Følle und Rønde.
1905 gründete Olga Knudsen den Frauenverein Vejle (Vejle Kvindeforening), einen der ersten Frauenvereine im ländlichen Dänemark. 1907 gründete sie mit Elna Munch die Nationale Liga für das Frauenwahlrecht (Landsforbundet for Kvinders Valgret, LKV).
1908 bis 1917 saß sie im Vorstand der Vejler Armenkasse. 1909, als erstmals Frauen zur Kommunalwahl zugelassen waren, wurde sie für die Partei Venstre auf einer Bürgerliste in die Stadtversammlung von Vejle gewählt. Sie war auch Mitglied im Rat der Kirchengemeinde Vor Frelsers Sogn von 1917 bis 1926. Olga Knudsen wurde bei der ersten Parlamentswahl mit Frauenstimmrecht 1918 Abgeordnete in der ersten Parlamentskammer (Landsting). Die arbeitete vor allem zu sozialen, Gesundheits- und kommunalpolitischen Fragen. 1928 musste sie einem männlichen Parteikollegen weichen. Knudsen war auch in verschiedenen Vorstandspositionen tätig, zum Beispiel als Vorsitzende des Kinderheims Mølholm Børnehjem in Vejle bis 1935.
Als 80-Jährige zog sie sich aus der aktiven Politik zurück. Sie verstarb zwei Jahre später.